# Dhondtiscus
Dhondtiscus is een mosdiertjesgeslacht uit de familie van de Dhondtiscidae en de orde Cheilostomatida. De wetenschappelijke naam ervan werd in 1989 voor het eerst geldig gepubliceerd door Gorden.

## Soorten
- Dhondtiscus sphericus Gordon, 1989
- Dhondtiscus trochus Gordon, 1989